# Pyrus (serie)
 For alternative betydninger, se Pyrus. (Se også artikler, som begynder med Pyrus)
Pyrus-franchisen betegner en række af julekalendere skabt og instrueret af Martin Miehe-Renard for TV 2, og som blev vist for første gang mellem 1994 og 2000. Serien startede med Alletiders jul i 1994, som blev en stor succes, og siden blev efterfulgt af Alletiders nisse (1995), Alletiders Julemand (1997) og Pyrus i Alletiders Eventyr (2000). Udover julekalendrene blev også en spillefilm Pyrus på pletten (2000) og et teatershow, Pyrus i Alletiders Show, lavet.
Hovedmedvirkende i serien er Jan Linnebjerg, Paul Hüttel, Christiane Bjørg Nielsen, Jesper Klein og Jeanne Boel.

## Medvirkende
| Karakter              | Julekalender          | Julekalender             | Julekalender               | Julekalender                      | Film                     |
| Karakter              | Alletiders Jul (1994) | Alletiders Nisse (1995)  | Alletiders Julemand (1997) | Pyrus i Alletiders Eventyr (2000) | Pyrus på pletten (2000)  |
| --------------------- | --------------------- | ------------------------ | -------------------------- | --------------------------------- | ------------------------ |
| Pyrus                 | Jan Linnebjerg        | Jan Linnebjerg           | Jan Linnebjerg             | Jan Linnebjerg                    | Jan Linnebjerg           |
| Guttenborg/Gyldengrød | Paul Hüttel           | Paul Hüttel              | Paul Hüttel                | Paul Hüttel                       | Paul Hüttel              |
| Freja                 | Karen Gardelli        |                          |                            |                                   |                          |
| Birger Bertramsen     | Jesper Klein          | Jesper Klein             | Jesper Klein               | Jesper Klein                      | Jesper Klein             |
| Josefine Brahe        | Jeanne Boel           | Jeanne Boel              | Jeanne Boel                | Jeanne Boel                       | Jeanne Boel              |
| Kandis                |                       | Christiane Bjørg Nielsen | Christiane Bjørg Nielsen   | Christiane Bjørg Nielsen          | Christiane Bjørg Nielsen |
| Uffe Spage-Andersen   |                       | Steen Stig Lommer        |                            |                                   |                          |
| Leif-Jørgen Krusø     |                       |                          | Søren Østergaard           | Søren Østergaard                  | Søren Østergaard         |
| Julle/Julemanden      |                       |                          | Henrik H. Lund             |                                   |                          |
| Mille og Molly        |                       |                          |                            | Niccié og Nicolé Jølst            |                          |

## Udstillinger
Udstillingen Pyrus Forever blev i fra slut november til start januar 2017 til 2019 fremvist i Bundsbæk Mølle (en del af Ringkøbing-Skjern Museum) ved Skjern, hvor original kostumer, kulisser, rekvisitter etc. fra Alletiders Jul, Alletiders Nisse, Alletiders Julemand og Alletiders Eventyr blev udstillet. I samme periode i 2020 blev udstillingen fremvist på Museum Østjylland Kulturhuset i Randers, og i 2021 blev den fremvist på Museum Østjylland i Grenaa.